# Malmfältens Väl
Malmfältens Väl (MV) var ett lokalt politiskt parti i Gällivare kommun. 

## Historik
Malmfältens Väl bildades som en lokal tvärpolitisk intresseorganisation 2014, vilket sedan blev ett politiskt parti. Tidigare var det en lokalorganisation av Sveriges Kommunistiska Parti. Partiet kom in i kommunfullmäktige med två mandat efter valet 2014. Under perioden 2015 till 2018 var partiet med i den styrande koalitionen i kommunen som bestod av Vänsterpartiet, Moderaterna, Miljöpartiet, Norrbottens sjukvårdsparti och Malmfältens väl. Partiet behöll båda sina mandat i valet 2018. Partiets styrelse beslutade inför valet 2022 att inte ställa upp igen.

## Valresultat
| År   | Röster | %    | Mandat  |
| ---- | ------ | ---- | ------- |
| 2014 | 487    | 4,05 | 2 av 41 |
| 2018 | 417    | 3,65 | 2 av 41 |

### Digitala källor
- ”Valsedel Malmfältens väl, val till kommunfullmäktige 2014”. www.val.se. Valmyndigheten. Arkiverad från originalet den 4 mars 2016. https://web.archive.org/web/20160304133837/http://www.val.se/val/val2014/valsedlar/K/kommun/25/23/valsedlar.html. Läst 28 april 2021.
- ”Slutligt röstresultat, Val till kommunfullmäktige, Gällivare kommun, 2014”. www.val.se. Valmyndigheten. Arkiverad från originalet den 15 januari 2018. https://web.archive.org/web/20180115040228/http://www.val.se/val/val2014/slutresultat/K/kommun/25/23/index.html. Läst 28 april 2021.